# ニハーヴァンド
ニハーヴァンド（ニハーワンドとも。نهاوند）はイラン西部の地名で、ハマダーン州ニハーヴァンド郡に属する都市。州都ハマダーンの南、（ハマダーン州）マラーイェルの東、（ロレスターン州）ボルージェルドの北西に位置する。古代イランの中心地のひとつで、クテシフォンの東、スーサの北、ペルセポリスの北西である。ニハーヴァンドはイランの最も古くからある街のひとつ。

## 人口
Cities in Iran: 2005 Population Estimatesによれば、2005年の人口は77,206人。
Gazetteer.deによれば、2006年の人口は72,218人。

## 緯度・経度について
Index Mundiによれば34°11′31″N(34.1919444) 48°21′57″E(48.3658333)、Gazetteer.deによれば、34°12′0″N(34.20) 48°22′12″E(48.37)、2009年11月現在の英語版Wikipediaのニハーヴァンド項目によれば34°11′04″N 48°22′21″Eだが、どこをニハーヴァンドの中心点にするかの違いによって生じたわずかな差と考えられる。  

## つづり
ペルシア語でنهاوند。アルファベットへの転記でNahâvand、Nahaavand、Nahawand。ヨーロッパの書物ではNahavend、Nehavand、Nihavand、Nehavendなどともつづられる。 

### 歴史
アケメネス朝のダレイオス一世により建設された。
642年、クテシフォンを奪って東方に進出したムスリム（イスラム教徒）のアラブ人は、この地で起こった「ニハーヴァンドの戦い」でサーサーン朝軍を破り、壊滅させた。

## 人物
以下はニスバにニハーヴァンドが含まれる歴史上の人物。(ニスバについて：イスラーム圏の人名にはニスバ(出自由来名)というものがある。日本人や欧米人には姓と思われているが、正確には姓とは異なる。ニスバは出身地(あるいは所属部族や所属宗派)を表す。ただし、地名によるニスバは必ずしも当人の出身地を表すのではなく、父や祖先の出身地を表す場合がある→ニスバについて詳しくは「人名」項目の「イスラム圏の名前」節を参照せよ)
- ベンジャミン・ナハワンディ（Benjamin Nahawandi、Benjamin ben Moses、Benyamin ben Moshe al-Nahawendi）は中世初期のユダヤ教カライ派学者の最も偉大な一人。
- アフマド・ナハヴァンディ（Ahmad ibn Muhammad al-Nahavandi）は8世紀の天文学者で、グンデシャープール大学で教鞭を取った。

## 音楽
- アラブ古典音楽にはナハーワンド(Nahawand、アラビア語نهاوند)という名前の音階・旋法(マカーム)が存在する。この名称は地名のニハーヴァンドが元になっている。
- トルコ古典音楽にもニハーヴェンド(Nihavend)という名前の音階・旋法(マカーム)が存在する。この名称も地名のニハーヴァンドが元になっている。